# Isla Laranjeiras
Isla Laranjeiras (en portugués: Ilha das Laranjeiras literalmente en español: Isla de las Naranjas) se encuentra en el Océano Atlántico, en la costa sur de Brasil, entre Isla de Santa Catarina y la parte continental en la llamada bahía sur. Es parte de la municipalidad de Florianópolis.
Se localiza a unos 400 metros de la costa, no muy lejos del barrio Tapera, en la ciudad de Florianópolis. Próxima a la Base Aérea de Florianópolis.